# وزیره، پاکستان
وزیره (به انگلیسی: Wazira) لقب مونث هم‌ارز وزیر در برخی کشورهای عربی یا اسلامی است. وزیره همچنین نام یک منطقهٔ مسکونی در پاکستان است که در ایالت خیبر پختونخوا واقع شده است.